# Graham Taylor
Pour les articles homonymes, voir Taylor.
Graham Taylor, né le 15 septembre 1944 à Worksop (Angleterre) et mort à Kings Langley le 12 janvier 2017, est un footballeur anglais, qui évoluait au poste d'arrière latéral à Grimsby Town. Après sa carrière de joueur, il est devenu entraîneur dans différents clubs anglais et sélectionneur de l'équipe nationale d'Angleterre entre 1990 et 1993.

## Carrière de joueur
- 1962-1968 : Grimsby Town
- 1968-1972 : Lincoln City

## Carrière d'entraîneur
- 1972-1977 : Lincoln City
- 1977-1987 : Watford
- 1987-1990 : Aston Villa
- 1990-1993 :  Angleterre
- 1994-1995 : Wolverhampton Wanderers
- 1996 : Watford
- 1997-2001 : Watford
- 2001-2003 : Aston Villa